# Karl Humbalt
Karl Humbalt, född 26 december 1882 i München i Tyskland, död 8 augusti 1964 i Malmö, var en tysk-svensk målare.
Humbalt studerade konst i Tyskland och bosatte sig i Sverige 1926. Hans konst består av unga flickor, stilleben, porträtt och landskapsmålningar. Bland hans mer kända arbeten märks porträttet av prinsregent Luitpold av Bayern. 